# Artabotrys
Artabotrys es un género de plantas de la familia de las Annonáceas, orden Magnoliales, subclase Magnólidas, subdivisión Magnoliophytina, división Spermatophyta.

## Descripción
Son arbustos trepadores o erectos, raramente árboles pequeños. Indumento de pelos simples o ausentes. Flores bisexuales, cimas pediceladas, solitarias o en extra-axilares, raramente terminales, sobre todo con gruesos y ganchudos pedúnculos; brácteas y bractéolas pequeñas, generalmente de hoja caduca. Fruto generalmente carnoso, cilíndrico o elipsoidal.

## Hábitat
Es natural de las regiones Paleotropicales.

## Taxonomía
El género fue descrito por Robert Brown y publicado en Botanical Register; consisting of coloured . . . 5: , pl. 423. 1820.  La especie tipo es: Artabotrys odoratissimus R. Br. ex Ker Gawl.

## Especies
- Artabotrys arachnoides J. Sinclair

- Artabotrys harmandii Finet et Gagnep.

- Artabotrys havilandii Ridl.

- Artabotrys le-testui Pellegr.

- Artabotrys luteus Elmer

- Artabotrys palustris Louis ex Boutique

- Artabotrys petelotii Merr.

- Artabotrys pilosus Merr. et Chun

- Artabotrys robustus Louis ex Boutique

- Artabotrys stenopetalus Engl. et Diels

- Artabotrys stenopetalus Merr. et Chun

- Artabotrys stolonifera Elmer

- Artabotrys suaveolens Blume